# Stein Rokkan
Stein Rokkan, född 4 juli 1921 i Vågan i Lofoten, död 22 juli 1979 i Bergen, var en norsk statsvetare, professor i politisk sociologi vid universitetet i Bergen från 1966.
Rokkan är Norges viktigaste bidragsgivare till jämförande politisk och historisk sociologi. Metodologiskt och teoretiskt var han inspirerad av amerikansk samhällsforskning, men tematiskt och vetenskapsfilosofiskt var hans perspektiv europeiskt. Till hans viktigaste arbeten hör Party Systems and Voter Alignments (1967, med Seymour Martin Lipset).
Han ville förstå den utvecklingsdynamik som skapade de många olika politiska systemen i Västeuropa. Han uträttade ett omfattande organisatoriskt arbete med dataarkiv både internationellt och i Norge (NSD). Även om valforskningens frågeundersökningar var Rokkans utgångspunkt, så vände han intresset bort från väljarbeteendet och över till de ramar som beteendet utspelades inom, alltså partisystemen. Under mitten av 1960-talet studerade han de europeiska partisystemens historiska rötter (Citizens, Elections, Parties, 1970, med A. Campbell). Partisystemen var spår efter tidigare konflikter, och nyckeln till dessa måste sökas i de grundläggande konfliktlinjer (cleavages) och alliansmöjligheter som har präglat samhällsutvecklingen. Rokkan jämförde de avgörande konfilktlinjerna och deras tidsplacering från land till land. 
Under 1970-talet tog Rokkan inte längre staten för given, utan betraktade samspelet mellan staterna inom det europeiska statssystemet. Han sökte nu efter den underliggande strukturen i Västeuropas inre differentiering. Målet var att etablera en "modellfamilj" som kunde syntetisera historien om statsbildning, nationsbyggande och masspolitik. Detta gav upphov till hans begreppskartor över Europa. Dessa är kartor eftersom den jämförande forskaren använder dem för att orientera sig. Vill vi till exempel jämföra staterna Irland och Finland, eller regionerna Alsace och Katalonien, ger kartan tillgång till de likheter och olikheter som är centrala i en sådan analys. Kartorna är inte bara topologiska, de är också typologiska, de ger oss ekonomiska, sociala, politiska och kulturella typer. 
Kartorna har kritiserats för att sakna aktörer, men detta kan tolkas som ett försök att balansera kontextnärhet och tankeekonomi. Rokkan menade att man först måste etablera en tillräcklig kontext innan handlingar - i regel kollektiva handlingar - kan tolkas i en realistisk ram. Rokkan utvecklade aldrig några enkla teorier, utan presenterade ett analyusschema baserat på den övertygelsen att all samhällsanalys måste vara jämförande och kontextnära. Bra typologier står sig dessutom ofta längre i samhällsvetenskapen än enkla teorier.